# Velserbroekpolder
De Velserbroekpolder is een (voormalige) polder in de gemeente Velsen. De polder de Velserbroek is ontstaan in de 13e eeuw. De Velserbroek was een moerassig gebied, dat regelmatig overstroomde vanuit het IJ en het Wijkermeer. Waarschijnlijk rond 1220 werd de Velserdijk aangelegd om de broek te beschermen tegen overstroming en in cultuur te brengen. In 1856 kregen de polders een eigen bestuur, bestaande uit een dijkgraaf en twee heemraden. Het gebied bestond uit de Oost en Westbroek.
Om het waterpeil in de polder te handhaven waren er in de Velserdijk vier duikersluisjes. Bij laag water in het IJ stroomde het water uit de polder. De vier sluisjes waren de Laaglandersluis in het noorden, de Hader- en de Oostlaandersluis in het oosten en de Westlaandersluis in het zuiden van de polder. Als een gevolg van de aanleg van de Noordzeekanaal (1865-1876) verviel de getijbeweging. Langs de Velserdijk werd Zijkanaal B aangelegd. Voor het in- en uitlaten van water in de polder werd eerste een pomp aangeschaft, aangedreven door een verrijdbare stoomlocomobiel. In 1914 werd het Gemaal Velserbroek gebouwd, bij de Oostlaandersluis, en dit heeft tot 1985 gefunctioneerd. Het gemaal is nu een monument en in handen van de Stichting Gemaal Polder de Velserbroek.
In deze polder werd onder de naam Velserbroek woningbouw gestart in de jaren 80 van de 20e eeuw.